# Anthony McAuliffe
Generał Anthony Clement McAuliffe (ur. 2 lipca 1898 w Waszyngtonie, zm. 11 sierpnia 1975 w Chevy Chase w stanie Maryland) – generał Armii Stanów Zjednoczonych, wsławił się heroiczną obroną belgijskiego miasta Bastogne podczas ofensywy w Ardenach.

## Młodość
Studiował na West Virginia University w latach 1916–1917. Ukończył studia w akademii wojskowej West Point w listopadzie 1918 roku w stopniu podporucznika.

## Służba wojskowa
Służył w Normandii jako dowódca Dywizji Artylerii. Przed operacją Market Garden został przeniesiony do wojsk powietrznodesantowych. Wylądował w Holandii na pokładzie szybowca.

### Ofensywa w Ardenach
W grudniu 1944 roku ówczesny dowódca 101 Dywizji Powietrznodesantowej gen. Maxwell Taylor był nieobecny w Ardenach, gdzie stacjonowała jego jednostka, gdyż uczestniczył w konferencji generalicji w Stanach Zjednoczonych. Dowództwo przejął jego zastępca – Anthony McAuliffe, którego to zastała niemiecka ofensywa.
101 DPD wycofująca się ze wschodu i północy jednocześnie okopywała się w Bastogne. Miasto było umiejętnie bronione przez cały tydzień przed zmasowanym atakiem skoordynowanym z ostrzałem artyleryjskim. 22 grudnia, gdy Niemcy zażądali kapitulacji, odpowiedział jednym tylko słowem, które dało mu sławę: nuts (pol. bzdura).
W okresie od stycznia do lipca 1945 roku Anthony dowodził 103 Dywizją Piechoty pełniącą rolę okupacyjną.
McAuliffe został awansowany na czterogwiazdkowego generała 1 marca 1955 roku.

## Po wojnie
Odszedł z Armii w 1956 roku. Do 1963 roku pracował dla American Corporation Cyanamid. Mieszkał do śmierci w Chevy Chase. Zmarł w 1975 roku w wieku 77 lat. Jest pochowany wraz z żoną, synem i córką na Cmentarzu Narodowym w Arlington.

## Pamięć
Południowe przedłużenie trasy wschodniej 33 w Northampton County, w Pensylwanii, ukończone w 2002 roku, zostało nazwane Droga pamięci generała Anthony' ego McAuliffe' a.